# Goodland (Kansas)
Goodland è un comune degli Stati Uniti d'America, situato nello Stato del Kansas, nella contea di Sherman, della quale è anche capoluogo.